# Lijst van Stolpersteine in Delft

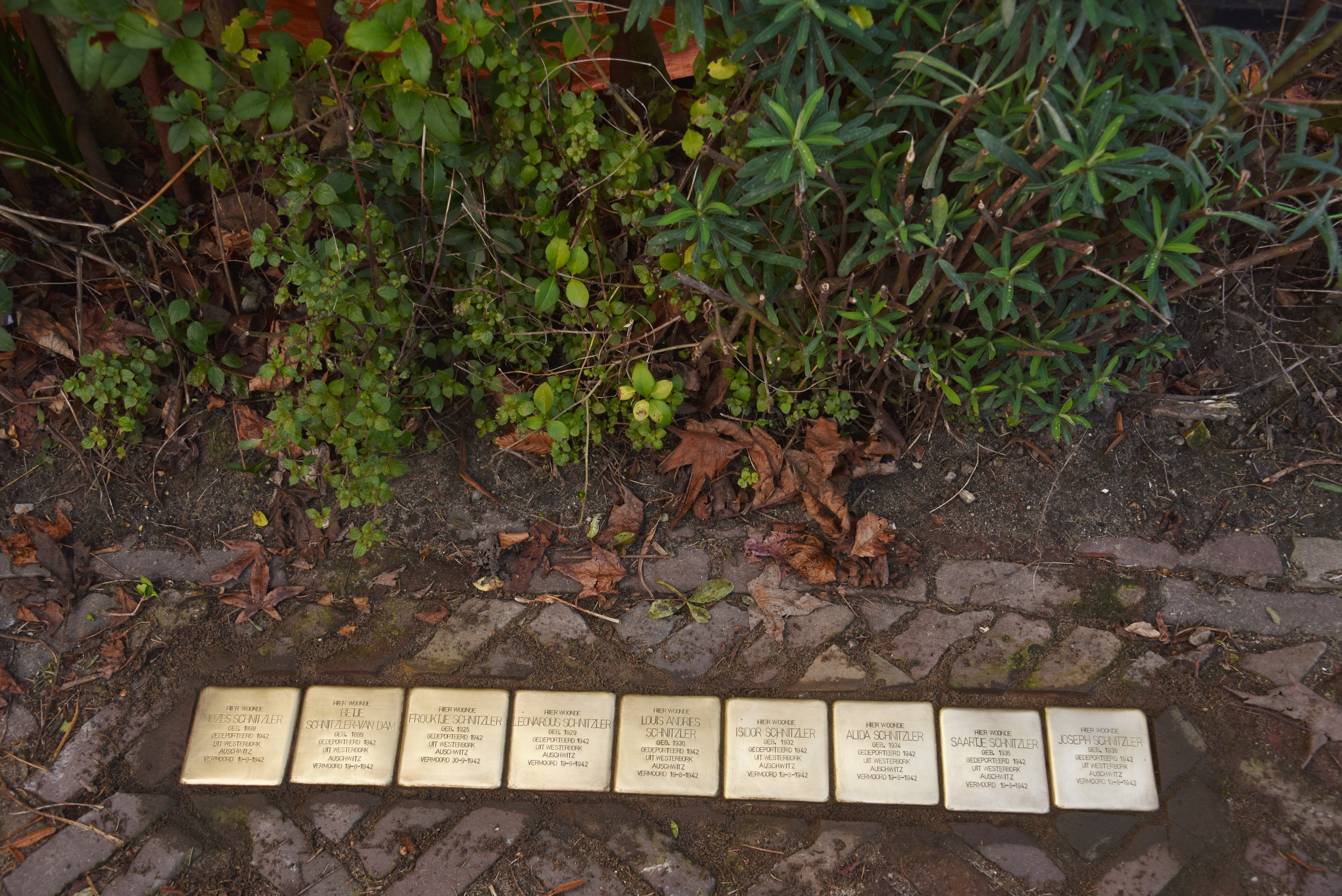
Stolpersteine voor familie Schnitzler

De lijst van Stolpersteine in Delft geeft een overzicht van de gedenkstenen in de gemeente Delft in de Nederlandse provincie Zuid-Holland die zijn geplaatst in het kader van het Stolpersteine-project van de Duitse beeldhouwer-kunstenaar Gunter Demnig.
Stolpersteine zijn opgedragen aan slachtoffers van het nationaalsocialisme, al diegenen die zijn vervolgd, gedeporteerd, vermoord, gedwongen te emigreren of tot zelfmoord gedreven door het nazi-regime. Demnig legt voor elk slachtoffer een aparte steen, meestal voor de laatste zelfgekozen woning.
Omdat het Stolpersteine-project doorloopt, kan deze lijst onvolledig zijn.

## Stolpersteine
In Delft liggen 54 Stolpersteine op 24 adressen.

### Delft
| Afbeelding | Inscriptie | Adres                              | Herdachte persoon                                  |
| ---------- | --- | ---------------------------------- | -------------------------------------------------- |
|            | HIER WOONDE ISAAC AREND GEB. 1879 GEDEPORTEERD 13-4-1943 UIT WESTERBORK VERMOORD 16-4-1943 SOBIBOR                             | Soendastraat 3 Kaart (OSM)         | Isaac Arend (1879-1943)                            |
|            | HIER WOONDE ABRAHAM BARENDSE GEB. 1905 GEDEPORTEERD 1944 UIT WESTERBORK VERMOORD 23-4-1945 MAUTHAUSEN                          | Oude Delft 196 Kaart (OSM)         | Abraham Barendse (1905-1945)                       |
|            | HIER WOONDE JOSEPH LEVIE BERLIJN GEB. 1892 GEDEPORTEERD 16-10-1942 UIT WESTERBORK VERMOORD 19-10-1942 AUSCHWITZ                | Voorstraat 8a Kaart (OSM)          | Joseph Levie Berlijn (1892-1942)                   |
|            | HIER WOONDE ERNST HENRI BIRNBAUM GEB. 1915 GEDEPORTEERD 1942 UIT AMERSFOORT VERMOORD 8-11-1942 MAUTHAUSEN                      | Hugo de Grootplein 11 Kaart (OSM)  | Ernst Henri Birnbaum (1915-1942)                   |
|            | HIER WOONDE ROBERT SIMON COHEN GEB. 1922 GESNEUVELD 11-8-1944 BREUX SUR AVRE                                                   | Phoenixstraat 39 Kaart (OSM)       | Robert Simon Cohen (1922-1944)                     |
|            | HIER WOONDE PAUL HERMAN VAN DANTZIG GEB. 1921 GEARRESTEERD 1942 GEDEPORTEERD UIT DRANCY VERMOORD 30-4-1943 AUSCHWITZ           | Oude Delft 90 Kaart (OSM)          | Paul Herman van Dantzig (1921-1943)                |
|            | HIER WOONDE ANDRIES MEIJER VAN DIJK GEB. 1920 GEDEPORTEERD 1942 UIT WESTERBORK VERMOORD 30-9-1942 AUSCHWITZ                    | Julianalaan 121 Kaart (OSM)        | Andries Meijer van Dijk (1920-1942)                |
|            | HIER WOONDE BENJAMIN SAMUEL VAN DIJK GEB. 1884 GEDEPORTEERD 1942 UIT WESTERBORK VERMOORD 19-10-1942 AUSCHWITZ                  | Julianalaan 121 Kaart (OSM)        | Benjamin Samuël van Dijk (1884-1942)               |
|            | HIER WOONDE LOUISE BERTHA VAN DIJK GEB. 1918 GEDEPORTEERD 1942 UIT WESTERBORK VERMOORD 19-10-1942 AUSCHWITZ                    | Julianalaan 121 Kaart (OSM)        | Louise Bertha van Dijk (1918-1942)                 |
|            | HIER WOONDE SOPHIA EMMA VAN DIJK-LEVIE GEB. 1890 GEDEPORTEERD 1942 UIT WESTERBORK VERMOORD 19-10-1942 AUSCHWITZ                | Julianalaan 121 Kaart (OSM)        | Sophia Emma Clara van Dijk-Levie (1890-1942)       |
|            | HIER WOONDE LINA FELDMANN- STAMM GEB. 1866 GEARRESTEERD 5.3.1943 GEÏNTERNEERD WESTERBORK OVERLEDEN 1.4.1943                    | Rotterdamseweg 101-103 Kaart (OSM) | Lina Feldmann-Stamm (1866-1943)                    |
|            | HIER WOONDE BEREND VAN HOORN GEB. 1931 GEDEPORTEERD 1943 UIT WESTERBORK VERMOORD 26-3-1943 SOBIBOR                             | Julianalaan 103 Kaart (OSM)        | Berend van Hoorn (1931-1943)                       |
|            | HIER WOONDE EMMA VAN HOORN GEB. 1928 GEDEPORTEERD 1943 UIT WESTERBORK VERMOORD 26-3-1943 SOBIBOR                               | Julianalaan 103 Kaart (OSM)        | Emma van Hoorn (1928-1943)                         |
|            | HIER WOONDE MAURITZ VAN HOORN GEB. 1891 GEDEPORTEERD 1943 UIT WESTERBORK VERMOORD 26-3-1943 SOBIBOR                            | Julianalaan 103 Kaart (OSM)        | Maurits van Hoorn (1891-1943)                      |
|            | HIER WOONDE HILDA VAN HOORN-KATZ GEB. 1895 GEDEPORTEERD 1943 UIT WESTERBORK VERMOORD 26-3-1943 SOBIBOR                         | Julianalaan 103 Kaart (OSM)        | Hilda van Hoorn-Katz (1895-1943)                   |
|            | HIER WOONDE DANIEL VAN IJSSEL GEB. 1914 GEDEPORTEERD 1943 UIT WESTERBORK VERMOORD 6-12-1944 AUSCHWITZ                          | Choorstraat 46 Kaart (OSM)         | Daniel van Ijssel (1914-1944)                      |
|            | HIER WOONDE SERLINA VAN IJSSEL-VEDDER GEB. 1915 GEDEPORTEERD 1943 UIT WESTERBORK VERMOORD 22-10-1943 AUSCHWITZ                 | Choorstraat 46 Kaart (OSM)         | Serlina van Ijssel-Vedder (1915-1943)              |
|            | HIER WOONDE DAVID VAN DE KAR GEB. 1925 GEDEPORTEERD 1942 UIT WESTERBORK VERMOORD 30-9-1942 AUSCHWITZ                           | Oude Delft 89 Kaart (OSM)          | David van de Kar (1925-1942)                       |
|            | HIER WOONDE JACOB VAN DE KAR GEB. 1921 GEDEPORTEERD 1942 UIT WESTERBORK VERMOORD 30-9-1942 AUSCHWITZ                           | Oude Delft 89 Kaart (OSM)          | Jacob van de Kar (1921-1942)                       |
|            | HIER WOONDE JOSEF VAN DE KAR GEB. 1927 GEDEPORTEERD 1943 UIT WESTERBORK VERMOORD 21-5-1943 SOBIBOR                             | Oude Delft 89 Kaart (OSM)          | Josef van de Kar (1927-1943)                       |
|            | HIER WOONDE MOSES VAN DE KAR GEB. 1884 GEDEPORTEERD 1943 UIT WESTERBORK VERMOORD 21-5-1943 SOBIBOR                             | Oude Delft 89 Kaart (OSM)          | Moses van de Kar (1884-1943)                       |
|            | HIER WOONDE SIENTJE VAN DE KAR GEB. 1907 GEDEPORTEERD 1942 UIT WESTERBORK VERMOORD 30-9-1942 AUSCHWITZ                         | Oude Delft 89 Kaart (OSM)          | Sientje van de Kar (1907-1942)                     |
|            | HIER WOONDE GRIETJE VAN DE KAR- VAN DE KAR GEB. 1882 GEDEPORTEERD 1943 UIT WESTERBORK VERMOORD 21-5-1943 SOBIBOR               | Oude Delft 89 Kaart (OSM)          | Grietje van de Kar-van de Kar (1882-1943)          |
|            | HIER WOONDE SIMON BENJAMIN KOOPERBERG GEB. 1892 GEDEPORTEERD 1942 UIT KAMP VLEDDER VERMOORD 21-1-1945 BLECHHAMMER              | Choorstraat 56 Kaart (OSM)         | Simon Benjamin Kooperberg (1892-1945)              |
|            | HIER WOONDE JUDA MILHADO GEB. 1899 GEDEPORTEERD 1943 UIT WESTERBORK VERMOORD 13-3-1943 SOBIBOR                                 | Jacob Gerritstraat 24 Kaart (OSM)  | Juda Milhado (1899-1943)                           |
|            | HIER WOONDE BETJE MILHADO- VAN LEEUWEN GEB. 1898 GEDEPORTEERD 1943 UIT WESTERBORK VERMOORD 13-3-1943 SOBIBOR                   | Jacob Gerritstraat 24 Kaart (OSM)  | Betje Milhado-van Leeuwen (1898-1943)              |
|            | HIER WOONDE LEON DE RAAIJ GEB. 1923 GEARRESTEERD 1942 GEDEPORTEERD UIT DRANCY VERMOORD 30-6-1942 MIDDEN-EUROPA                 | Oude Delft 47 Kaart (OSM)          | Leon de Raaij (1923-1943)                          |
|            | HIER WOONDE SALOMON RICARDO GEB. 1921 GEDEPORTEERD 1943 UIT WESTERBORK VERMOORD 28-2-1945 MIDDEN-EUROPA                        | Hugo de Grootstraat 58 Kaart (OSM) | Salomon Ricardo (1921-1945)                        |
|            | HIER WOONDE ALEXANDER ABRAHAM DE ROODE GEB. 1881 GEDEPORTEERD 1943 UIT WESTERBORK VERMOORD 23-4-1943 SOBIBOR                   | Choorstraat 21 Kaart (OSM)         | Alexander Abraham de Roode (1881-1943)             |
|            | HIER WOONDE HEYMAN ABRAHAM DE ROODE GEB. 1913 GEDEPORTEERD 1942 UIT WESTERBORK VERMOORD 31-1-1944 MIDDEN-EUROPA                | Celebesstraat 3 Kaart (OSM)        | Heyman Abraham de Roode (1913-1944)                |
|            | HIER WOONDE JANSJE DE ROODE GEB. 1940 GEDEPORTEERD 1942 UIT WESTERBORK VERMOORD 9-11-1942 AUSCHWITZ                            | Celebesstraat 3 Kaart (OSM)        | Jansje de Roode (1940-1942)                        |
|            | HIER WOONDE HENRIETTE FRANCINA DE ROODE- VAN BEUGEN GEB. 1913 GEDEPORTEERD 1942 UIT WESTERBORK VERMOORD 9-11-1942 AUSCHWITZ    | Celebesstraat 3 Kaart (OSM)        | Henriëtte Francina de Roode-van Beugen (1913-1942) |
|            | HIER WOONDE JANSJE DE ROODE- VAN DER STAM GEB. 1879 GEDEPORTEERD 1943 UIT WESTERBORK VERMOORD 23-4-1943 SOBIBOR                | Choorstraat 21 Kaart (OSM)         | Jansje de Roode-van der Stam (1879-1943)           |
|            | HIER WOONDE MINA RUBENS GEB. 1896 GEDEPORTEERD 1943 UIT WESTERBORK VERMOORD 3-9-1943 AUSCHWITZ                                 | Choorstraat 49 Kaart (OSM)         | Mina Rubens (1896-1943)                            |
|            | HIER WOONDE SIMON BERNARD RUDELSHEIM GEB. 1920 GEARRESTEERD 1942 BEZWEKEN 21-8-1942 LANGRES                                    | Nieuwe Plantage 80 Kaart (OSM)     | Simon Bernard Rudelsheim (1920-1942)               |
|            | HIER WOONDE ALIDA SCHNITZLER GEB. 1934 GEDEPORTEERD 1942 UIT WESTERBORK AUSCHWITZ VERMOORD 19-8-1942                           | Laan van Overvest 34 Kaart (OSM)   | Alida Schnitzler (1934-1942)                       |
|            | HIER WOONDE FROUKTJE SCHNITZLER GEB. 1925 GEDEPORTEERD 1942 UIT WESTERBORK AUSCHWITZ VERMOORD 30-9-1942                        | Laan van Overvest 34 Kaart (OSM)   | Frouktje Schnitzler (1925-1942)                    |
|            | HIER WOONDE ISIDOR SCHNITZLER GEB. 1932 GEDEPORTEERD 1942 UIT WESTERBORK AUSCHWITZ VERMOORD 19-8-1942                          | Laan van Overvest 34 Kaart (OSM)   | Isidor Schnitzler (1932-1942)                      |
|            | HIER WOONDE JOSEPH SCHNITZLER GEB. 1938 GEDEPORTEERD 1942 UIT WESTERBORK AUSCHWITZ VERMOORD 19-8-1942                          | Laan van Overvest 34 Kaart (OSM)   | Joseph Schnitzler (1938-1942)                      |
|            | HIER WOONDE LEONARDUS SCHNITZLER GEB. 1929 GEDEPORTEERD 1942 UIT WESTERBORK AUSCHWITZ VERMOORD 19-8-1942                       | Laan van Overvest 34 Kaart (OSM)   | Leonardus Schnitzler (1929-1942)                   |
|            | HIER WOONDE LOUIS ANDRIES SCHNITZLER GEB. 1930 GEDEPORTEERD 1942 UIT WESTERBORK AUSCHWITZ VERMOORD 19-8-1942                   | Laan van Overvest 34 Kaart (OSM)   | Louis Andries Schnitzler (1930-1942)               |
|            | HIER WOONDE MOZES SCHNITZLER GEB. 1899 GEDEPORTEERD 1942 UIT WESTERBORK AUSCHWITZ VERMOORD 19-9-1942                           | Laan van Overvest 34 Kaart (OSM)   | Mozes Schnitzler (1899-1942)                       |
|            | HIER WOONDE SAARTJE SCHNITZLER GEB. 1936 GEDEPORTEERD 1942 UIT WESTERBORK AUSCHWITZ VERMOORD 19-8-1942                         | Laan van Overvest 34 Kaart (OSM)   | Saartje Schnitzler (1936-1942)                     |
|            | HIER WOONDE BETJE SCHNITZLER-VAN DAM GEB. 1899 GEDEPORTEERD 1942 UIT WESTERBORK AUSCHWITZ VERMOORD 19-8-1942                   | Laan van Overvest 34 Kaart (OSM)   | Betje Schnitzler-van Dam (1899-1942)               |
|            | HIER WOONDE HEINRICH PETER SELOWSKY GEB. 1925 GEDEPORTEERD 1943 UIT WESTERBORK SOBIBOR VERMOORD 13-3-1943                      | Julianalaan 83 Kaart (OSM)         | Heinrich Peter Selowsky (1925-1943)                |
|            | HIER WOONDE KARIN FRIEDEL SELOWSKY GEB. 1931 GEDEPORTEERD 1943 UIT WESTERBORK SOBIBOR VERMOORD 13-3-1943                       | Julianalaan 83 Kaart (OSM)         | Karin Friedel Selowsky (1931-1943)                 |
|            | HIER WOONDE OSCAR SELOWSKY GEB. 1891 GEDEPORTEERD 1943 UIT WESTERBORK SOBIBOR VERMOORD 13-3-1943                               | Julianalaan 83 Kaart (OSM)         | Oscar Selowsky (1891-1943)                         |
|            | HIER WOONDE ELEONORA SELOWSKY-EICHENBERG GEB. 1902 GEDEPORTEERD 1943 UIT WESTERBORK SOBIBOR VERMOORD 13-3-1943                 | Julianalaan 83 Kaart (OSM)         | Eleonora Selowsky-Eichenberg (1902-1943)           |
|            | HIER WAS ONDERGEDOKEN BETTY SPRINGER GEB. 1931 GEARRESTEERD 18-1-1944 GEDEPORTEERD UIT WESTERBORK VERMOORD 11-2-1943 AUSCHWITZ | Spoorsingel 28 Kaart (OSM)         | Betty Springer (1931-1943)                         |
|            | HIER WOONDE DAGOBERT STIBBE GEB. 1918 GEARRESTEERD 1943 GEDEPORTEERD UIT DRANCY VERMOORD 23-6-1943 JAWISCHOWITZ                | Oude Delft 186 Kaart (OSM)         | Dagobert Stibbe, ook Berti (1918-1943)             |
|            | HIER WOONDE ANDRIES VAN DER STAM GEB. 1870 GEDEPORTEERD 1943 UIT WESTERBORK VERMOORD 26-3-1943 SOBIBOR                         | Choorstraat 49 Kaart (OSM)         | Andries van der Stam (1870-1943)                   |
|            | HIER WOONDE HIJMAN HERMAN VAN DER STAM GEB. 1896 GEDEPORTEERD 1942 UIT WESTERBORK VERMOORD 31-1-1943 AUSCHWITZ                 | Choorstraat 49 Kaart (OSM)         | Hyman Herman van der Stam (1896-1943)              |
|            | HIER WOONDE ROZETTA VAN DER STAM GEB. 1928 GEDEPORTEERD 1943 UIT WESTERBORK VERMOORD 3-9-1943 AUSCHWITZ                        | Choorstraat 49 Kaart (OSM)         | Rozetta van der Stam (1928-1943)                   |
|            | HIER WOONDE SALOMON VAN DER STAM GEB. 1897 BEZWEKEN 13-12-1942 DELFT                                                           | C. Fockstraat 29 Kaart (OSM)       | Salomon van der Stam (1897-1942)                   |

## Data van plaatsingen
- 9 maart 2019: een Stolperstein op Rotterdamseweg 101-103
- 28 juni 2021: negentien Stolpersteine op C. Fockstraat, Choorstraat, Julianalaan, Spoorsingel
- 30 november 2021: dertien Stolpersteine op Julianalaan 43, Laan van Overvest 34
- 29 juni 2023: drie Stolpersteine op Oude Delft 196, Soendastraat 3, Voorstraat 8a
- 18 april 2024: zeven Stolpersteine op Hugo de Grootplein 11, Hugo de Grootstraat 58, Nieuwe Plantage 80, Oude Delft 47 & 90 & 186, Phoenixstraat 39